# Friedman Paul Erhardt
Friedman Paul Erhardt (* 5. November 1943 in Stuttgart; † 26. Oktober 2007 in Upper Black Eddy, Pennsylvania; bekannt als Chef Tell) war ein deutsch-amerikanischer Fernsehkoch.

## Leben
Erhardt war Sohn eines Zeitungsbesitzers. Sein Spitzname Tell leitete sich von einer Schulaufführung des Wilhelm Tell ab, in der er die Hauptrolle spielte. Er absolvierte seine Kochausbildung in verschiedenen europäischen Restaurants. Mit dem westdeutschen Team konnte er bei der Kocholympiade eine Goldmedaille gewinnen.
1972 lernte er seine zweite Ehefrau Janet Louise Nicoletti, eine ehemalige Miss Philadelphia, kennen, mit der er nach Philadelphia zog. Die amerikanische Staatsbürgerschaft erhielt er 1986 auf Anregung von Richard Nixon. Zuletzt war er in dritter Ehe 19 Jahre lang mit Bunny Erhardt verheiratet. Er hatte einen Sohn, der in Deutschland lebt.

## Karriere als Fernsehkoch
Als Fernsehkoch trat Erhardt zum ersten Mal 1974 bei einem Regionalsender aus Philadelphia in der Sendung Dialing for Dollars in Erscheinung. Größere Bekanntheit erlangte er durch seine Kochrubrik in dem USA-weit ausgestrahlten Evening Magazine und durch Auftritte bei Live with Regis and Kathie Lee. Anschließend war er für QVC tätig, und er erhielt eine eigene Sendung bei PBS (In the Kitchen With Chef Tell). In seinen letzten Lebensjahren unterrichtete er an der Restaurantschule des Walnut Hill College in Philadelphia.
Er gehörte zu den ersten Küchenchefs, die regelmäßig im amerikanischen Fernsehen zu sehen waren. Erhardt, zu dessen Merkmalen ein korpulenter Körperbau und ein starker deutscher Akzent gehörten, war regelmäßig Gegenstand von Parodien, etwa bei Saturday Night Live. Er behauptete von sich selbst, die Vorlage des Chefkochs aus der Muppet Show gewesen zu sein.